# Perileptus areolatus
Perileptus areolatus é uma espécie do gênero perilepto de insetos coleópteros pertencente à família Carabidae.
A autoridade científica da espécie é Creutzer, tendo sido descrita no ano de 1799.
Trata-se de uma espécie presente no território português.